# Poder Legislativo do Brasil
O Poder Legislativo do Brasil é um dos poderes constituídos do país, exercido no âmbito federal desde 1891 pelo Congresso Nacional, sendo composto de Câmara dos Deputados (deputados federais) e de Senado Federal (senadores). A Constituição Federal do Brasil adota os princípios da soberania popular e da representação, segundo os quais o poder político pertence ao povo, e é exercido em nome deste por órgãos constitucionalmente definidos (art. 1º, parágrafo único). Para tanto, essa Constituição constitui três Poderes governamentais, o Legislativo, o Executivo e o Judiciário, independentes e harmônicos (art. 2º).
Com a proclamação da República, a tradição constitucional brasileira espelhou-se no modelo norte-americano para criar um Legislativo federal bicameral. Dividia-o em duas vertentes, uma a representar os estados federados, com senadores eleitos pelo sistema majoritário, e outra o povo, com deputados eleitos pelo sistema proporcional. Formava, portanto, duas câmaras mutuamente revisoras. Foram exceções as Constituições de  1934 e 1937, que preconizavam o unicameralismo. A doutrina entende que o bicameralismo é o sistema mais apropriado às federações, ao apontar o Senado como a câmara representativa dos estados federados.
Na esfera federal, o Poder Legislativo tem o auxílio do Tribunal de Contas da União. Este é o órgão de extração constitucional que realiza a fiscalização contábil, financeira, orçamentária, operacional e patrimonial da União e das entidades da administração pública direta e indireta. Isso se refere à legalidade, legitimidade, economicidade, aplicação das subvenções e renúncia de receitas. Essa atividade recebe o nome de controle externo.

## Histórico

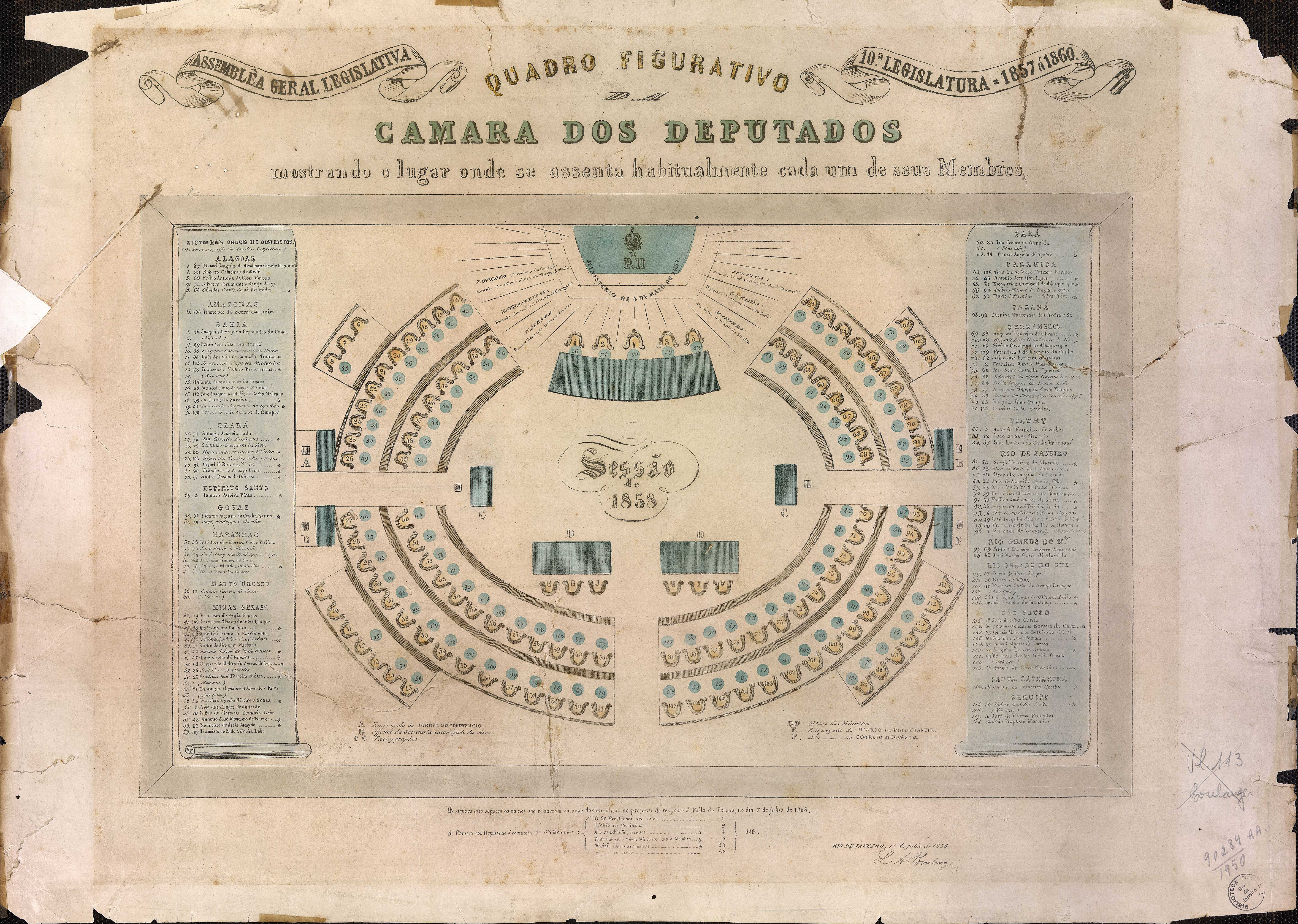
Disposição dos assentos da Câmara dos Deputados em 1858 em trabalho de Luís Aleixo Boulanger.

A Constituição do Império do Brasil, de 1824, delegou o Poder Legislativo a uma Assembleia Geral, dividida em duas Casas, a Câmara dos Deputados e a Câmara dos Senadores ou Senado. A primeira era eletiva e temporária, com mandato/legislatura  de quatro anos, enquanto que o Senado era composto de membros vitalícios. Com a progressão do Império na direção de um sistema semelhante ao parlamentarismo, a Câmara dos Deputados, por via costumeira e interpretativa, reservava-se no direito de provocar a demissão do ministério.
A República, organizada segundo o modelo presidencialista norte-americano, retirou do Legislativo (agora denominado Congresso Nacional) a prerrogativa de demitir o ministério e definiu a duração da legislatura em três anos. Aboliu-se a natureza vitalícia do Senado, cujos integrantes passaram então a ter mandato de nove anos, com três senadores eleitos por estado.
A Constituição de 1934 aumentou a duração da legislatura para quatro anos, mas criou a figura do deputado corporativista (representante eleito pelas organizações profissionais). O Senado (agora chamado Senado Federal) recebeu a competência de coordenar os demais poderes constituídos; os senadores - dois eleitos por estado - tinham mandato de oito anos.
A ditadura do Estado Novo fechou o Congresso, embora a Constituição de 1937 dispusesse acerca do Parlamento Nacional, composto da Câmara dos Deputados e do Conselho Federal (este, representando os estados). Na prática, o Poder Legislativo foi transferido, na sua totalidade, ao Presidente da República, que o exercia por meio de "decretos-lei" (art. 180).
A Constituição de 1946 retomou as designações Congresso Nacional, Câmara dos Deputados e Senado Federal, com mandatos de quatro anos para os deputados e de oito anos para os senadores, e, em vigor durante um período democrático, permitiu ao Legislativo operar de modo independente, com poderes amplos (votar o orçamento, convocar ministros, propor e votar as leis etc.)
A Constituição de 1967, promulgada durante o Regime Militar de 1964, ressuscitou o instituto do "decreto com força de lei" (que a Emenda Constitucional de 1969 renomearia "decreto-lei" e ampliaria), que permitia ao Presidente da República exercer parcela das atribuições do Legislativo.
A Constituição de 1988 restaurou plenamente ao Congresso Nacional o Poder Legislativo. Na vigência da normalidade democrática, o Congresso exerce suas prerrogativas legislativas e fiscalizadoras com plena desenvoltura.
A independência do Poder Legislativo, preconizada por todas as Constituições brasileiras republicanas, foi exercida na prática apenas em alguns períodos da história: 1891-1930; 1934-1937; 1946-1967; e após 1985. Nos demais períodos, a função legislativa dependia, em maior ou menor grau, do Poder Executivo.

## Estrutura
O Poder Legislativo do Brasil atua em âmbito federal no país através do Congresso Nacional bicameral; sistema com duas casas legislativas que possuem o mesmo "poder" (incongruência e simetria), composto por deputados federais e senadores. Um sistema balanceado que cria e revisa as propostas de leis que tragam benefícios à população.

### Órgãos
Os principais órgãos do Poder Legislativo brasileiro são:
- Órgãos federais
  - Congresso Nacional
    - Senado Federal: representado pelos senadores.
    - Câmara dos Deputados: representada pelos deputados federais.
- Órgãos estaduais
  - Assembleias legislativas: representadas pelos deputados estaduais.
- Órgão distrital
  - Câmara Legislativa: representada pelos deputados distritais.
- Órgãos municipais
  - Câmaras municipais: representadas pelos vereadores.

### Autoridades
As autoridades civis do Poder Legislativo são:
- Autoridades federais
  - Senadores
  - Deputados federais
- Autoridades estaduais
  - Deputados estaduais
- Autoridades distritais
  - Deputados distritais
- Autoridades municipais
  - Vereadores

## Poder Legislativo Federal
No Brasil, os principais órgãos do Poder Legislativo Federal são:
- Congresso Nacional
  - Senado Federal
  - Câmara dos Deputados
- Tribunal de Contas da União

### Congresso Nacional

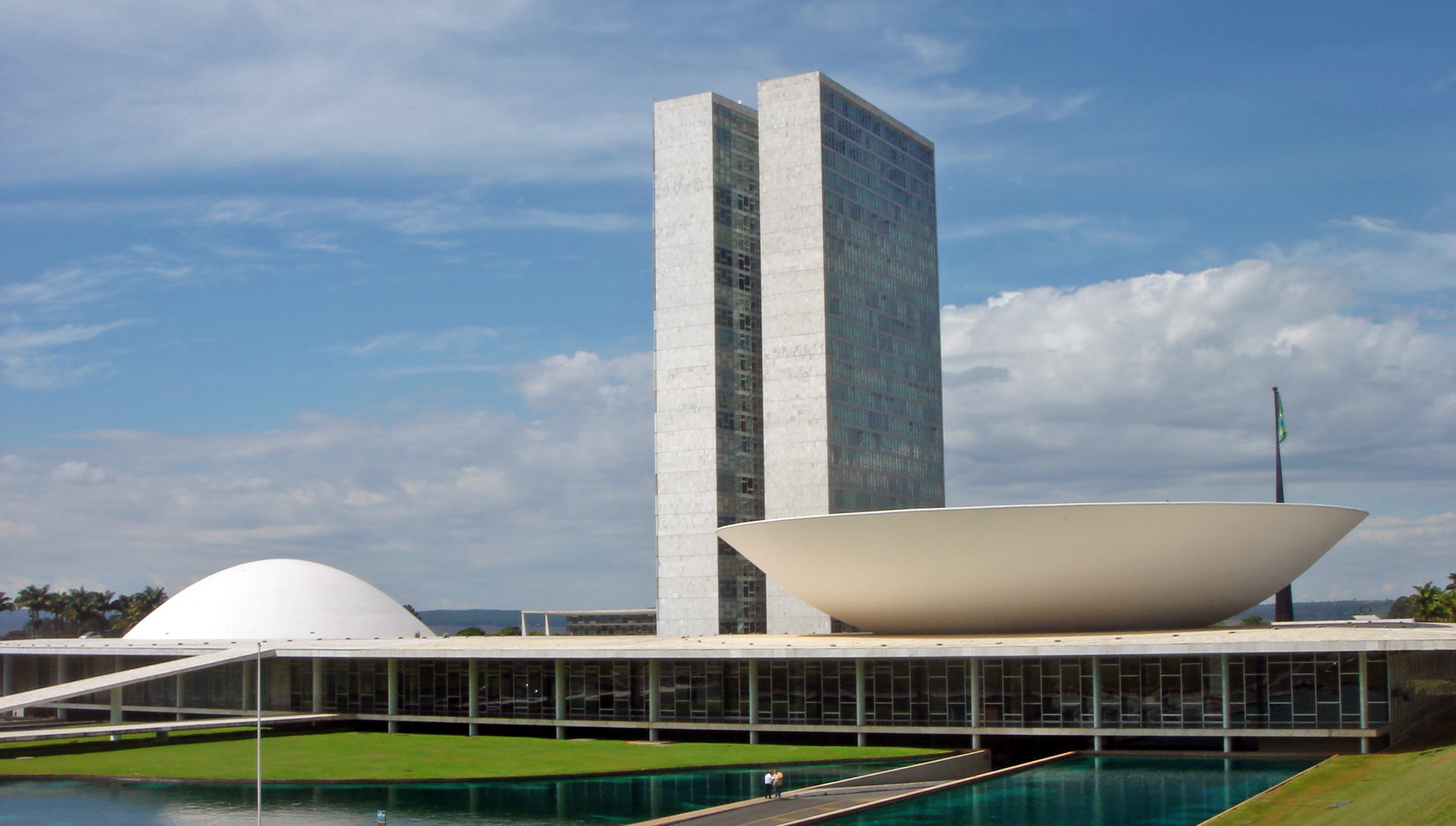
Congresso Nacional do Brasil.

O Poder Legislativo é desempenhado pelo Congresso Nacional, constituído pela Câmara dos Deputados e pelo Senado Federal. (artigo 44)
Os senadores são representantes das unidades federativas (estados e Distrito Federal) e os deputados, do povo. Realmente, tanto o Congresso como cada uma de suas casas são os representantes de toda a nação.
No Brasil, o poder legislativo é composto pela câmara de deputados (que representa os cidadãos brasileiros) e pelo senado federal (que representa os estados e o distrito federal), formando o congresso nacional, que se localiza em Brasília.
O desempenho da representação legislativa é fragmentado em períodos anuais, denominados legislaturas. Cada legislatura perdura quatro anos e começa com a investidura dos deputados, após cada eleição. As legislaturas são subdivididas em períodos anuais, cognominados sessões legislativas.
" O Congresso Nacional reunir-se-á, anualmente, na Capital Federal, de 2 de fevereiro a 17 de julho e de 1º de agosto a 22 de dezembro." (artigo 57)
 O Congresso pode se congregar fora desses períodos, em sessão extraordinária, estabelecida:
"I - pelo Presidente do Senado Federal, em caso de decretação de estado de defesa ou de intervenção federal, de pedido de autorização para a decretação de estado de sítio e para o compromisso e a posse do Presidente e do Vice-Presidente da República;
II - pelo Presidente da República, pelos Presidentes da Câmara dos Deputados e do Senado Federal ou a requerimento da maioria dos membros de ambas as Casas, em caso de urgência ou interesse público relevante, em todas as hipóteses deste inciso com a aprovação da maioria absoluta de cada uma das Casas do Congresso Nacional." (artigo 57)
 Para certas atividades, as Câmaras operam independentemente; para outros, em plenário, ou seja, em grupo. Senadores e deputados não podem desempenhar trabalhos que prejudiquem seu exercício e seus interesses coletivos, podendo chegar a perder o mandato.

#### Atribuições
Exceto as matérias de responsabilidade privativa da Câmara dos Deputados ou do Senado Federal, compete ao Congresso, determinar a respeito de todos os problemas de interesse nacional e de incumbência da União. Além disso, é o Congresso que delibera acerca de diversos temas administrativos, por decisão definitiva da constituição, por exemplo:
- promulgar a declaração de guerra e a comemoração da paz;
- permitir o presidente e o vice-presidente a saírem do País por cerca de 15 dias;
- outorgar ou cassar o estado de defesa, do estado de sítio e da intervenção federal;
- controlar os atos do Poder Executivo, principalmente na administração indireta, etc. (artigos 48 e 50)

#### Imunidade parlamentar
Para poderem exercer suas funções sem ameaça de vinganças, ou abusos, senadores e deputados desfrutam de imunidade parlamentar: sua pessoa é inviolável, ou seja, o parlamentar não deve ser detido — exceto ocorrendo a hipótese de momento de evidente crime impossível de afiançar — nem julgado criminalmente, sem antecipada autorização da câmara à qual está subordinada; e não pode ser denunciado por opiniões e votos emitidos no desempenho de seu dever. (artigo 53)
Apesar de deplorável, ocorre que a imunidade parlamentar tem sido utilizada, igualmente, para impossibilitar que deputados e senadores assumam por seus delitos, como qualquer pessoa. Imbuídos de razão, determinados países vêm limitando tal regalia, ou então banindo-a, como fez, por exemplo, a Itália, em 1987.

#### Câmara dos Deputados

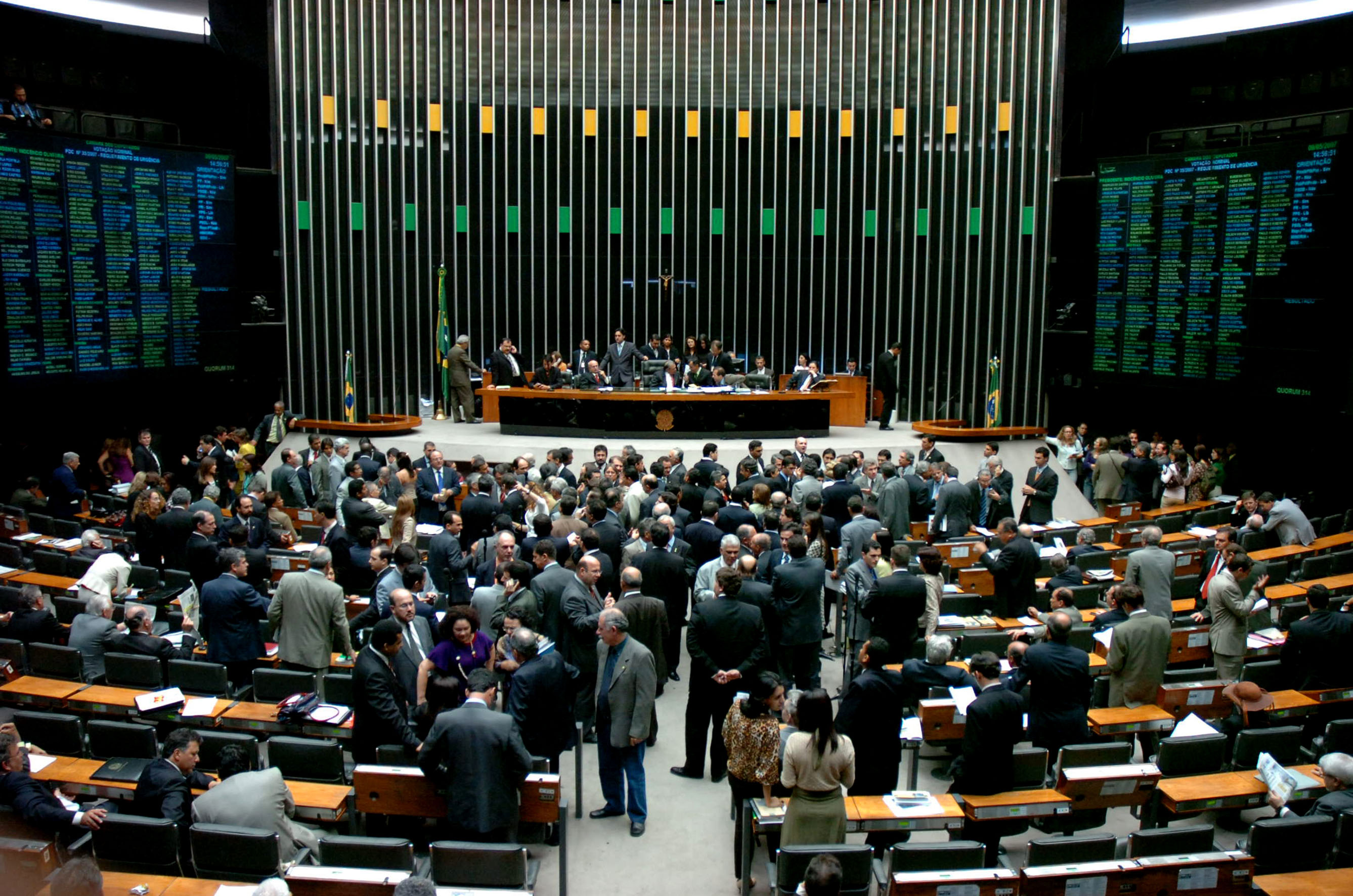
Câmara dos Deputados do Brasil.

Os deputados federais representam a população, que se elegem por intermédio de voto direto e secreto em cada eleição legislativa, para um mandato quadrienal, entre brasileiros com mais de 21 anos, em gozo dos direitos políticos.
"A Câmara dos Deputados compõe-se de representantes do povo, eleitos, pelo sistema proporcional, em cada Estado, em cada Território e no Distrito Federal.
§ 1º - O número total de Deputados, bem como a representação por Estado e pelo Distrito Federal, será estabelecido por lei complementar, proporcionalmente à população, procedendo-se aos ajustes necessários, no ano anterior às eleições, para que nenhuma daquelas unidades da Federação tenha menos de oito ou mais de setenta Deputados.
§ 2º - Cada Território elegerá quatro Deputados."
 Além da presença no exercício legislativo, a Câmara dos Deputados possui relevantes privilégios. Compete-lhe de maneira exclusiva, dentre demais funções, permitir a abertura de ação contra o presidente, o vice-presidente da República e os ministros de Estado; promulgar proposta de julgamento para ministros de Estado, entre outras.

#### Senado Federal

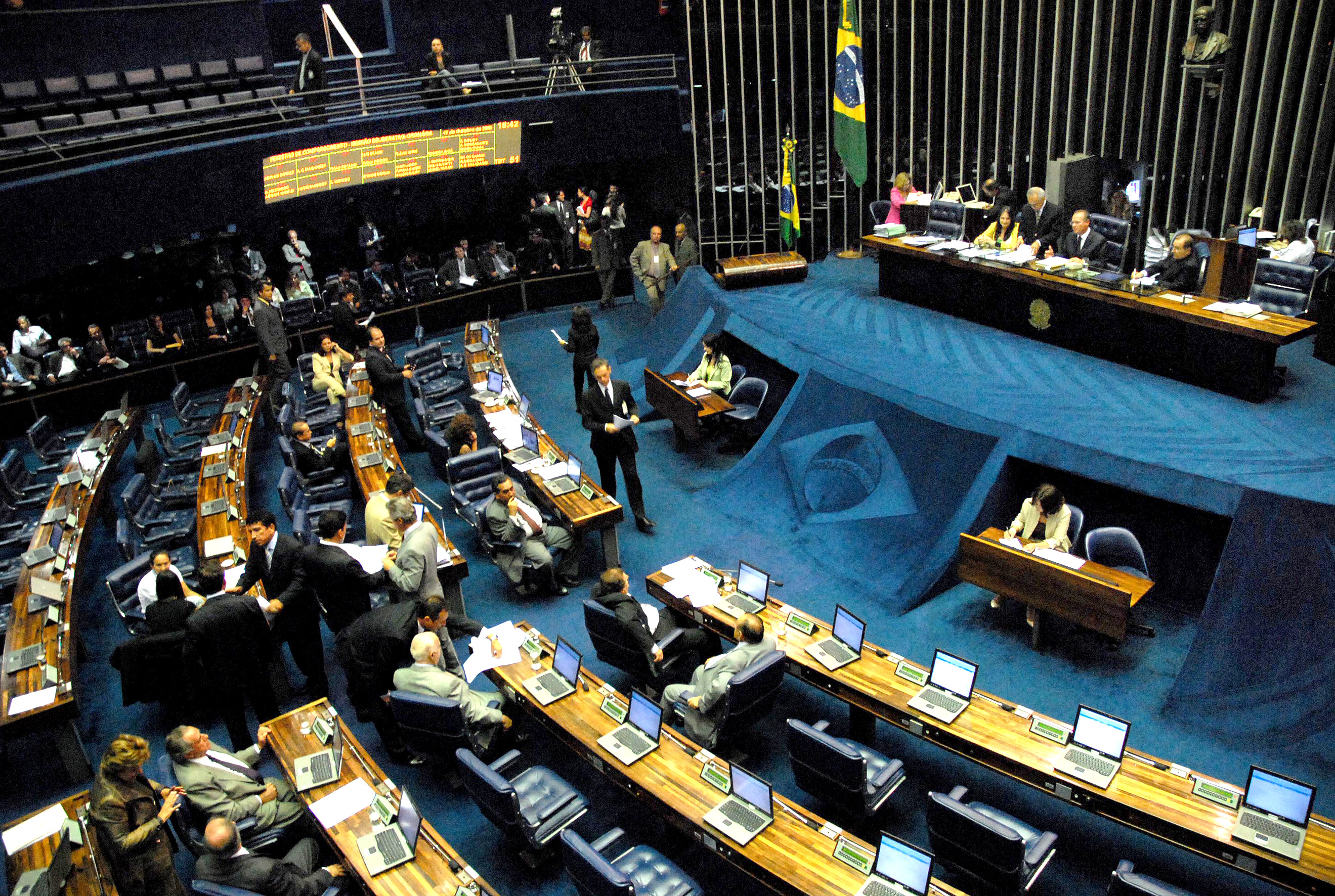
Senado Federal do Brasil

Em quantidade de três para cada estado e para o Distrito Federal, os senadores se elegem por meio de voto popular dentre brasileiros com mais de 35 anos, no gozo dos direitos políticos. O mandato é de oito em oito anos, porém, as eleições são quadrienais, sendo substituídos alternadamente, 1/3 e 2/3 do da representação dos estados e do Distrito Federal. Cada senador se elege com dois suplentes, podendo, por estes, serem substituídos.
Além da presença no papel legislativo, o Senado Federal possui relevantes encargos, Dentre demais direitos, compete-lhe de maneira particular acionar e sentenciar, nos crimes de responsabilidade, o presidente da República, dos ministros de Estado nos delitos de igual natureza ligados ao presidente e vice-presidente da república, do Supremo Tribunal Federal e o procurador-geral da República, nos crimes de responsabilidade, promulgar a nomeação de ministros de tribunais, casos determinados pela constituição. (artigo 52)

#### Comissões parlamentares

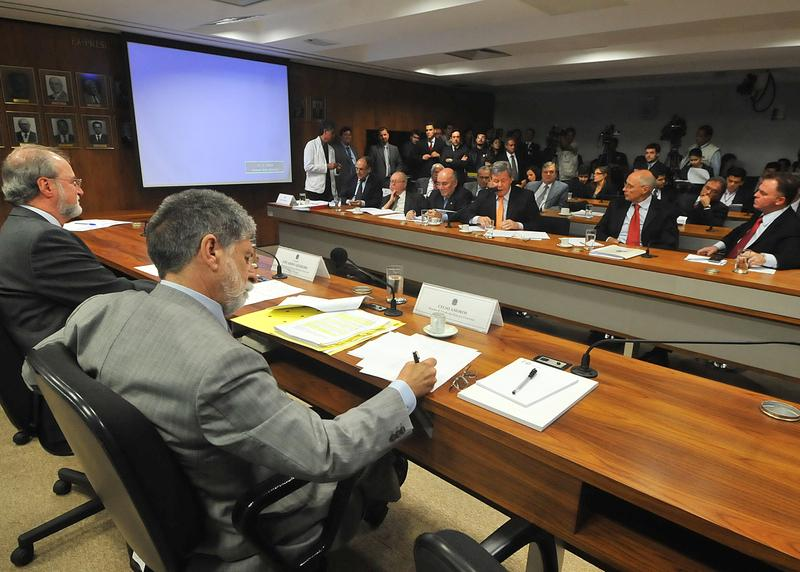
Comissão parlamentar.

As comissões parlamentares adquiriram poder e relevância na nova constituição. Podem ser temporárias e suas obrigações são antevistas no regimento ou no ato de sua fundação. Em sua formação, busca-se assegurar, à medida do provável, a representação equivalente de partidos e blocos parlamentares. As comissões podem, por exemplo, decretar leis que não precisam da responsabilidade do plenário, promover audiências públicas com instituições da sociedade civil; chamar ministros de Estado para apresentar dados a respeito de temas em discussão nas comissões; pedir declarações de qualquer autoridade ou cidadão, entre outros. (artigo 58)
Geralmente, ganham mais relevância as Comissões Parlamentares de Inquérito (CPI), as quais são podem ser instituídas pela Câmara, pelo Senado ou pelo grupo do Congresso, para investigação de alguns acontecimentos. A CPI possui atribuições de apuração próprios das autoridades judiciárias, além de demais antevistos nos regimentos do Congresso. Se tal acontecer, os resultados da CPI serão mandados para o Ministério Público para a instalação da merecida causa.

#### Fiscalização da administração pública
Nas democracias, uma das funções do Legislativo é o controle da gestão pública. São os recursos públicos que movem a máquina do Estado; por esse motivo, a Constituição dá muito valor para o controle financeiro e orçamentário.
"Prestará contas qualquer pessoa física ou jurídica, pública ou privada, que utilize, arrecade, guarde, gerencie ou administre dinheiros, bens e valores públicos ou pelos quais a União responda, ou que, em nome desta, assuma obrigações de natureza pecuniária." (artigo 70, parágrafo único)
 Cada um dos poderes desempenha o seu controle interno, por intervenção de órgãos apropriados e o Poder Legislativo realiza o controle externo de todo o governo, por intermédio do Tribunal de Contas da União. Art. 71 da Constituição Federal.

### Tribunal de Contas da União

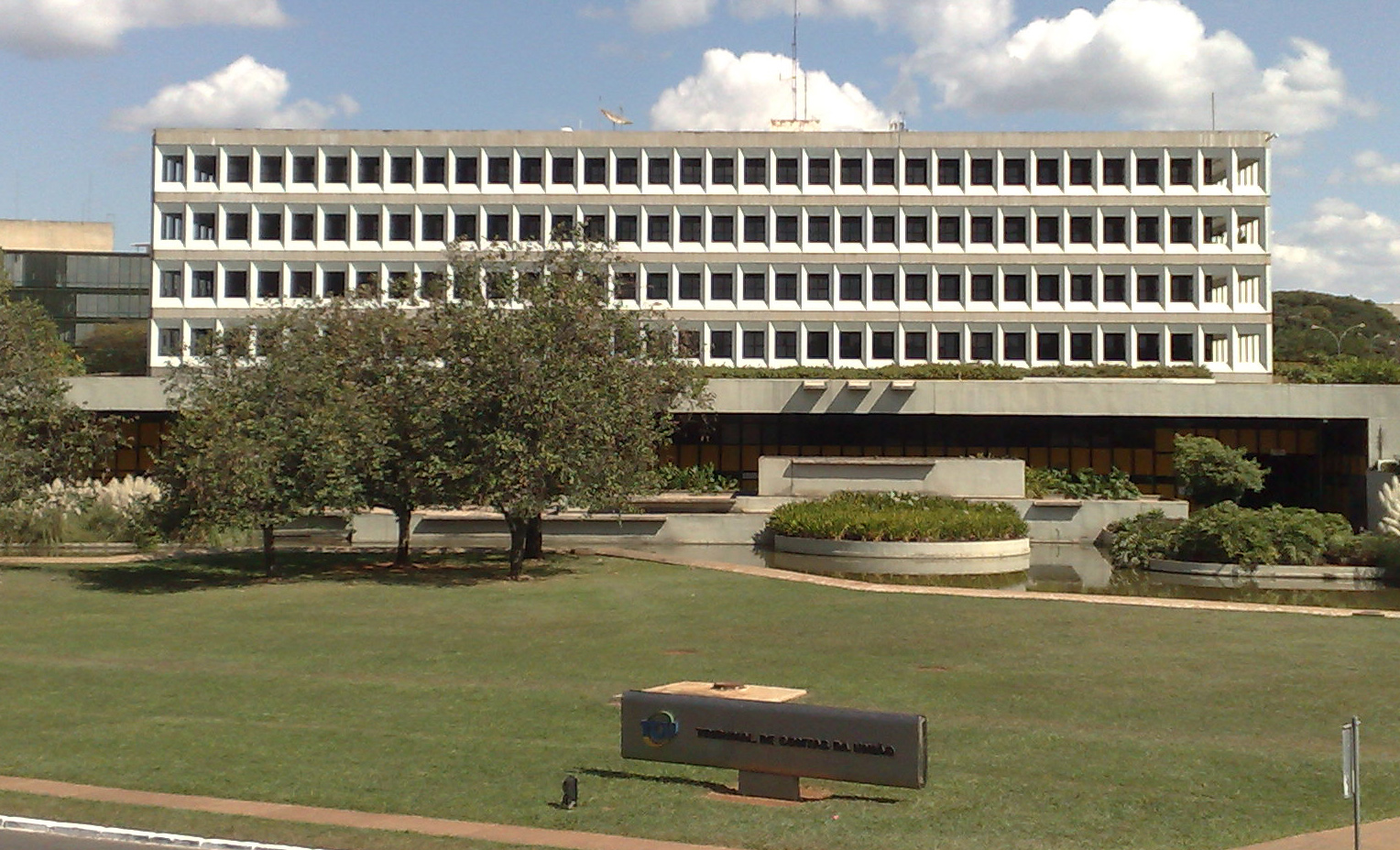
Sede do Tribunal de Contas da União em Brasília.

Com matriz em Brasília e domínio em todo o Brasil, o Tribunal de Contas da União é formado por nove ministros, nomeados dentre brasileiros que possuam as seguintes exigências:
"I - mais de trinta e cinco e menos de sessenta e cinco anos de idade;
II - idoneidade moral e reputação ilibada;
III - notórios conhecimentos jurídicos, contábeis, econômicos e financeiros ou de administração pública;
IV - mais de dez anos de exercício de função ou de efetiva atividade profissional que exija os conhecimentos mencionados no inciso anterior."
Os ministros do TCU possuem mandato vitalício. Um terço deles é indicado pelo presidente da República com autorização do Senado e pelo Congresso Nacional, dois terços. Cabe ao TCU avaliar as contas do presidente da República, dos outros poderes da esfera federal e de todos os gestores "julgar as contas dos administradores e demais responsáveis por dinheiros, bens e valores públicos da administração direta e indireta, incluídas as fundações e sociedades instituídas e mantidas pelo Poder Público federal, e as contas daqueles que derem causa a perda, extravio ou outra irregularidade de que resulte prejuízo ao erário público."
O TCU pode promover investigações e levantamentos de gênero contábil, financeiro, orçamentário, funcional e patrimonial em qualquer entidade de qualquer dos poderes, principalmente, a da administração indireta.
Compete-lhe ainda, "aplicar aos responsáveis, em caso de ilegalidade de despesa ou irregularidade de contas, as sanções previstas em lei, que estabelecerá, entre outras cominações, multa proporcional ao dano causado ao erário." (artigo 71, VIII)

## Poder Legislativo Estadual

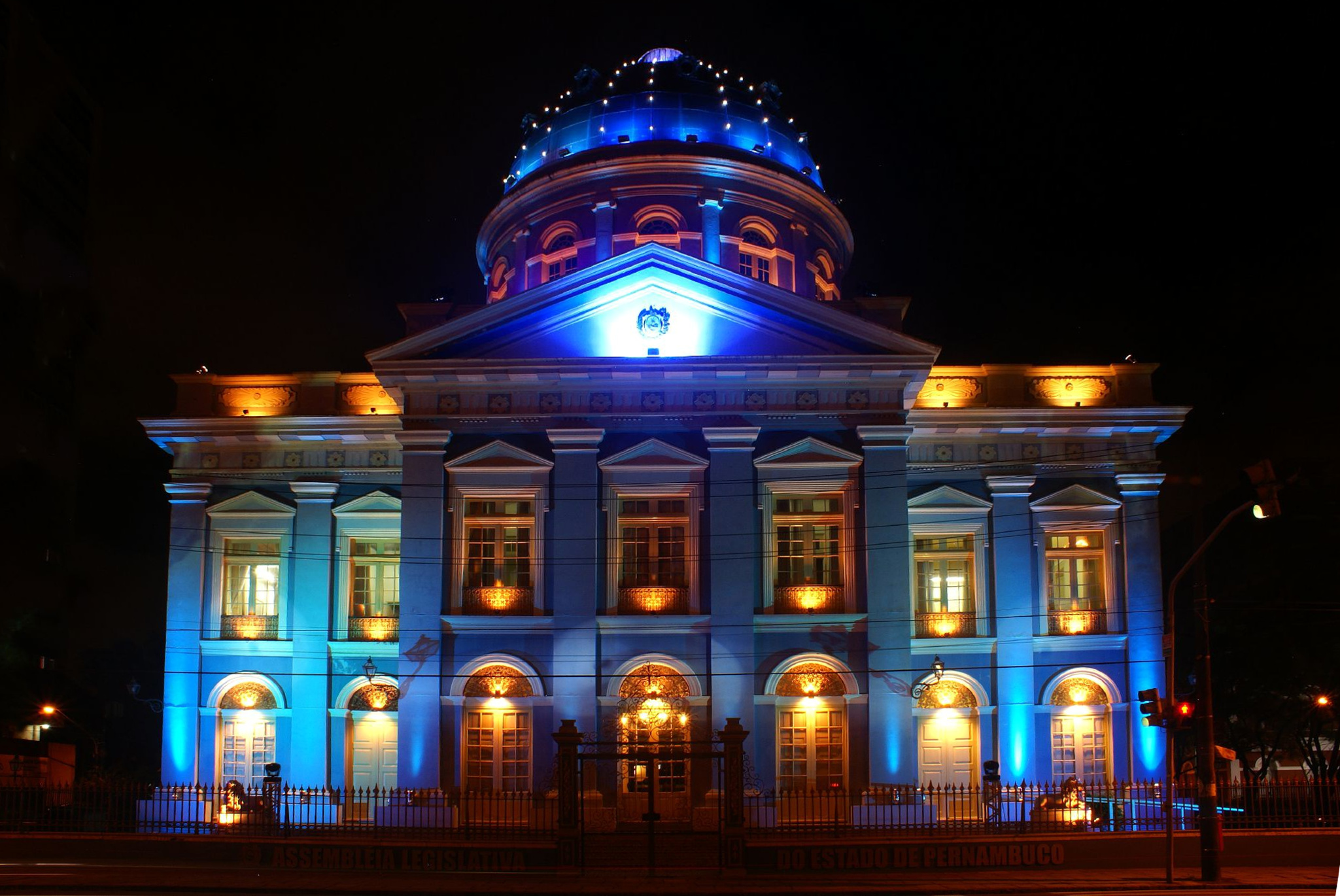
Palácio da Assembleia Legislativa de Pernambuco, primeiro prédio a ser construído especificamente como sede de uma casa legislativa no Brasil.

A instância legislativa estadual é a Assembleia Legislativa, unicameral, formada por representantes escolhidos pela população para um período quadrienal. Servem aos deputados estaduais as mesmas normas da constituição federal a respeito do sistema eleitoral, inviolabilidade, imunidades, remuneração, perda de mandato, licença, etc. O pagamento dos deputados será determinado em cada legislatura para a próxima legislação.
A quantidade de deputados, na Assembleia Legislativa, é equivalente à população estadual e à quantidade de seus deputados federais. Para deputado federal, três estaduais são eleitos, até atingir 36 integrantes no parlamento. Desde então, a cada deputado federal equivale um estadual.
| Deputados federais (artigo 45)  | 8  | 9  | 10 | 11 | 12 | 13 | 14 | 15 | 70 |
| Deputados estaduais (artigo 27) | 24 | 27 | 30 | 33 | 36 | 37 | 38 | 39 | 94 |

Assim, o número mínimo de deputados na Assembleia Legislativa é 24 e o máximo 94. Atualmente a quantidade de deputados estaduais são:
- Acre - 24
- Alagoas - 27
- Amapá - 24
- Amazonas - 24
- Bahia - 63
- Ceará - 46
- Distrito Federal - 24
- Espírito Santo - 30
- Goiás - 41
- Maranhão - 47
- Mato Grosso - 24
- Mato Grosso do Sul - 24
- Minas Gerais - 77
- Pará - 40
- Paraíba - 40
- Paraná - 54
- Pernambuco - 49
- Piauí - 30
- Rio de Janeiro - 70
- Rio Grande do Norte - 24
- Rio Grande do Sul - 55
- Rondônia - 24
- Roraima - 24
- Santa Catarina - 40
- São Paulo - 94
- Sergipe - 24
- Tocantins - 24

O processo legislativo obedece ao esquema da União, com as alterações adequadas. Para desempenhar a fiscalização financeira e orçamentária, o Legislativo dispõe do Tribunal de Contas do Estado, cuja organização e operação são determinadas pela Constituição estadual (análogas às dos Tribunais de Contas da União). (artigo 75)

## Poder Legislativo Municipal

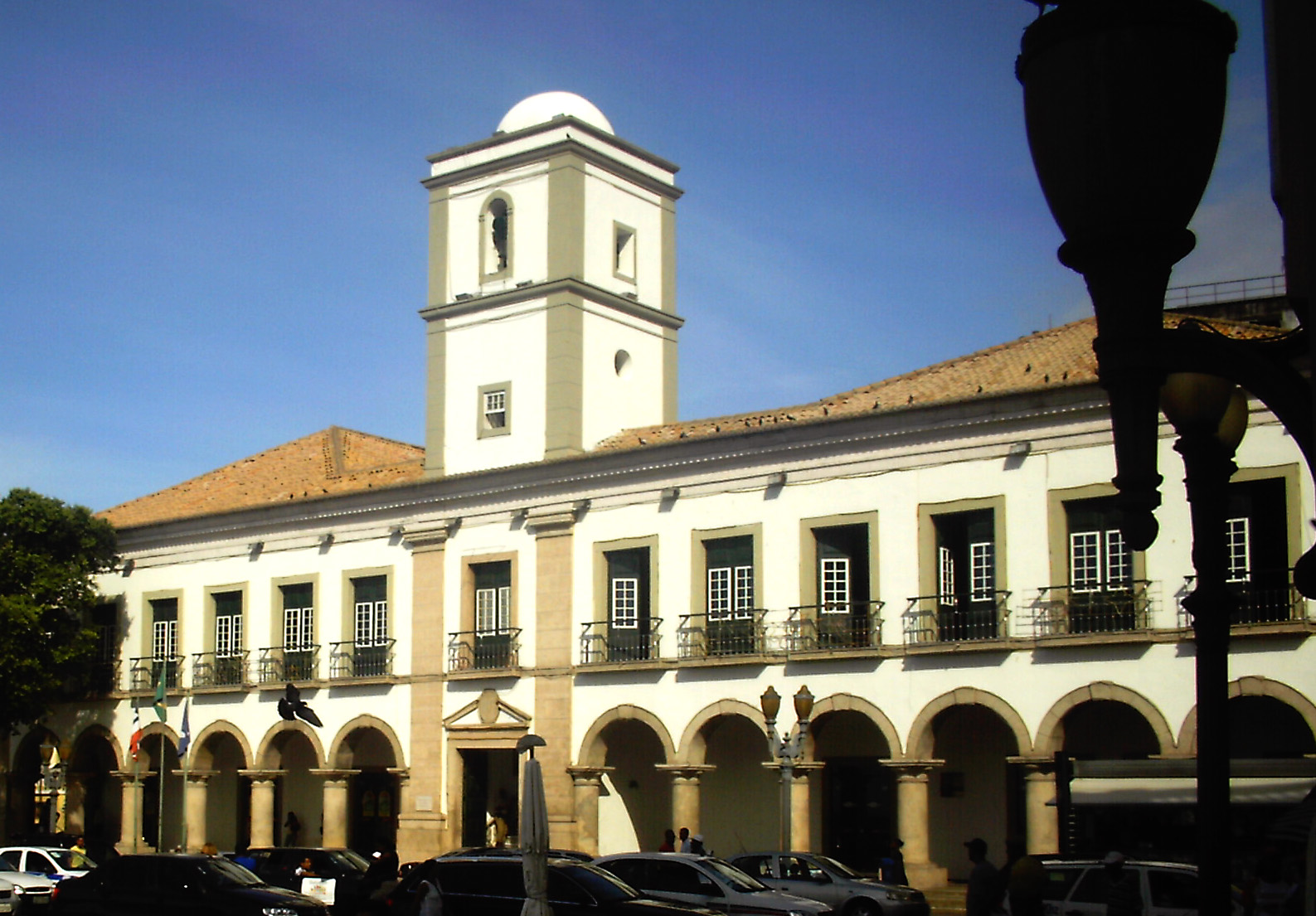
Câmara Municipal de Salvador.

O poder legislativo municipal é desempenhado pela Câmara de Vereadores. Estes são escolhidos pela população, para um mandato quadrienal, obedecendo às diretrizes das constituições federal e estadual.
A quantidade de vereadores é equivalente à população municipal, obedecidas as seguintes medidas, de acordo com o artigo 29, IV da Constituição de 1988:
"a) 9 (nove) Vereadores, nos Municípios de até 15.000 (quinze mil) habitantes;
b) 11 (onze) Vereadores, nos Municípios de mais de 15.000 (quinze mil) habitantes e de até 30.000 (trinta mil) habitantes;
c) 13 (treze) Vereadores, nos Municípios com mais de 30.000 (trinta mil) habitantes e de até 50.000 (cinquenta mil) habitantes;
d) 15 (quinze) Vereadores, nos Municípios de mais de 50.000 (cinquenta mil) habitantes e de até 80.000 (oitenta mil) habitantes;
e) 17 (dezessete) Vereadores, nos Municípios de mais de 80.000 (oitenta mil) habitantes e de até 120.000 (cento e vinte mil) habitantes;
f) 19 (dezenove) Vereadores, nos Municípios de mais de 120.000 (cento e vinte mil) habitantes e de até 160.000 (cento sessenta mil) habitantes;
g) 21 (vinte e um) Vereadores, nos Municípios de mais de 160.000 (cento e sessenta mil) habitantes e de até 300.000 (trezentos mil) habitantes;
h) 23 (vinte e três) Vereadores, nos Municípios de mais de 300.000 (trezentos mil) habitantes e de até 450.000 (quatrocentos e cinquenta mil) habitantes;
i) 25 (vinte e cinco) Vereadores, nos Municípios de mais de 450.000 (quatrocentos e cinquenta mil) habitantes e de até 600.000 (seiscentos mil) habitantes;
j) 27 (vinte e sete) Vereadores, nos Municípios de mais de 600.000 (seiscentos mil) habitantes e de até 750.000 (setecentos cinquenta mil) habitantes;
k) 29 (vinte e nove) Vereadores, nos Municípios de mais de 750.000 (setecentos e cinquenta mil) habitantes e de até 900.000 (novecentos mil) habitantes;
l) 31 (trinta e um) Vereadores, nos Municípios de mais de 900.000 (novecentos mil) habitantes e de até 1.050.000 (um milhão e cinquenta mil) habitantes;
m) 33 (trinta e três) Vereadores, nos Municípios de mais de 1.050.000 (um milhão e cinquenta mil) habitantes e de até 1.200.000 (um milhão e duzentos mil) habitantes;
n) 35 (trinta e cinco) Vereadores, nos Municípios de mais de 1.200.000 (um milhão e duzentos mil) habitantes e de até 1.350.000 (um milhão e trezentos e cinquenta mil) habitantes;
o) 37 (trinta e sete) Vereadores, nos Municípios de 1.350.000 (um milhão e trezentos e cinquenta mil) habitantes e de até 1.500.000 (um milhão e quinhentos mil) habitantes;
p) 39 (trinta e nove) Vereadores, nos Municípios de mais de 1.500.000 (um milhão e quinhentos mil) habitantes e de até 1.800.000 (um milhão e oitocentos mil) habitantes;
q) 41 (quarenta e um) Vereadores, nos Municípios de mais de 1.800.000 (um milhão e oitocentos mil) habitantes e de até 2.400.000 (dois milhões e quatrocentos mil) habitantes;
r) 43 (quarenta e três) Vereadores, nos Municípios de mais de 2.400.000 (dois milhões e quatrocentos mil) habitantes e de até 3.000.000 (três milhões) de habitantes;
s) 45 (quarenta e cinco) Vereadores, nos Municípios de mais de 3.000.000 (três milhões) de habitantes e de até 4.000.000 (quatro milhões) de habitantes;
t) 47 (quarenta e sete) Vereadores, nos Municípios de mais de 4.000.000 (quatro milhões) de habitantes e de até 5.000.000 (cinco milhões) de habitantes;
u) 49 (quarenta e nove) Vereadores, nos Municípios de mais de 5.000.000 (cinco milhões) de habitantes e de até 6.000.000 (seis milhões) de habitantes;
v) 51 (cinquenta e um) Vereadores, nos Municípios de mais de 6.000.000 (seis milhões) de habitantes e de até 7.000.000 (sete milhões) de habitantes;
w) 53 (cinquenta e três) Vereadores, nos Municípios de mais de 7.000.000 (sete milhões) de habitantes e de até 8.000.000 (oito milhões) de habitantes; e
x) 55 (cinquenta e cinco) Vereadores, nos Municípios de mais de 8.000.000 (oito milhões) de habitantes;"
(Redação dada pela Emenda Constitucional nº 58, de 23 de setembro de 2009).
A constituição assegura ainda a:
"inviolabilidade dos Vereadores por suas opiniões, palavras e votos no exercício do mandato e na circunscrição do Município" e determina:
"proibições e incompatibilidades, no exercício da vereança, similares, no que couber, ao disposto nesta Constituição para os membros do Congresso Nacional e na Constituição do respectivo Estado para os membros da Assembleia Legislativa. (artigo 29, IX)
 O processo legislativo municipal obedece às diretrizes das esferas federal e estadual, com as necessárias modificações.
Nesse setor, a nova Constituição determina a presença da comunidade, por meio de "iniciativa popular de projetos de lei de interesse particular do Município, a cidade ou bairros, por meio de declaração de, no mínimo, o percentual de cinco eleitores." (artigo 29, XIII)

## Processo legislativo

### Leis
O termo lei significa uma regra de natureza ampla, estabelecida pela autoridade responsável, para cumprir as necessidades do benefício de todos. A norma impõe a todos os indivíduos, e a pessoa alguma é concedida a autorização de não a seguir, alegando desconhecê-la. Segundo constituição, possuímos as seguintes classes legislativas:
1. Emendas à constituição: servem para modificar qualquer seção da lei fundamental, para consertar erros ou adequá-la ao desenvolvimento do Estado;
2. Leis complementares: são leis claramente mencionadas no documento da constituição, feitas para regular um artigo da constituição. Precisam ser aceitas por mais da metade do total de integrantes das duas câmaras do Congresso Nacional;
3. Leis ordinárias: são as provenientes da atividade normal do parlamento, não mudando nem adicionando à lei fundamental, nem tomando natureza de criação especial;
4. Leis delegadas: são feitas pelo presidente do Brasil, com autorização do Congresso, por meio de uma decisão que estabelece seu assunto e extensão, podendo ser requerer avaliação depois pela assembleia do Parlamento.
5. Decretos legislativos: são regras que não necessitam ser enviadas ao presidente do Brasil para aprovação. Refere-se a escolhas da autoridade do Congresso Nacional, como, por exemplo, a confirmação de tratados assinados pelo Executivo;
6. Resoluções: são decisões específicas do Senado Federal ou do Congresso, que não precisam de aprovação presidencial. Exemplos: a permissão para o presidente da República sair do País e a concordância ou interrupção do estado de sítio, ou da intervenção federal. (artigos 59 a 69)
7. Medidas Provisórias: Recurso exclusivo do Presidente da República, são instrumentos com força de lei para situações de grande urgência. Sua vigência é imediata, mas temporária (60 dias, prorrogáveis por outros sessenta), e depende de aprovação pelo Congresso para ser efetivada como lei.

### Emendas à constituição
Para alterar a carta magna, requer-se uma lei específica, a Emenda à Constituição, que só é permitida quando sugerida:
- por 1/3, pelo menos, dos deputados federais ou dos senadores; ou
- pelo presidente da República; ou
- por cerca de 50% das Assembleias Legislativas das Unidades da Federação.

A sugestão de emenda constitucional irá passar por dois turnos de debate e votação na Câmara dos Deputados e no Senado. Para ser aceita, deve possuir os votos de 3/5 dos integrantes de cada Casa do Congresso. A ratificação da Emenda à Constituição será realizada pelas mesas da Câmara dos Deputados e do Senado Federal. (artigo 60)

### Iniciativa das leis
Toda lei se inicia com um projeto de lei, entregue a uma das Casas do Congresso Nacional para análise. Legislações acerca de assuntos específicos, como, por exemplo, o estabelecimento de posições, tarefas ou trabalhos governamentais na administração direta ou indireta, são de responsabilidade única do presidente do Brasil.
"A iniciativa das leis complementares e ordinárias cabe a qualquer membro ou Comissão da Câmara dos Deputados, do Senado Federal ou do Congresso Nacional, ao presidente da República, ao Supremo Tribunal Federal, aos Tribunais Superiores, ao procurador-geral da República e aos cidadãos, na forma e nos casos previstos nesta Constituição." (artigo 61)
"A iniciativa popular pode ser exercida pela apresentação à Câmara dos Deputados de projeto de lei subscrito por, no mínimo, um por cento do eleitorado nacional, distribuído pelo menos por cinco Estados, com não menos de três décimos por cento dos eleitores de cada um deles." (artigo 61, par. 29)
Além disso, os projetos de lei de autoria do presidente do Brasil são enviados, primeiramente, à Câmara dos Deputados.

### Aprovação das leis
Toda lei se inicia com um projeto de lei, enviado a uma das Casas do Congresso Nacional para avaliação. Se for recusado, o projeto é guardado em arquivo. Se for aceito, segue para a outra casa para verificação.
Se a casa redatora aceitar o projeto, ele segue para aprovação ou oficialização; se o projeto for recusado, é guardado em arquivo. Se for alterado, retorna para a casa iniciadora para outro debate.
Se for aceito pelas duas casas do Congresso, o projeto de lei é mandado ao Chefe do Executivo. Se este aprovar o projeto, isto é, aceitá-lo, a lei está finalizada, sendo então publicada pelo presidente do Brasil. (artigos 64 a 68)
A assinatura é a afirmação clara do governo, aceitando a presença da lei e ordenando sua obediência.<
"Se o presidente da República considerar o projeto, no todo ou em parte, inconstitucional ou contrário ao interesse público, vetá-lo-á total ou parcialmente, no prazo de quinze dias úteis: contados da data do recebimento e comunicará, dentro de quarenta e oito horas, ao presidente do Senado Federal, os motivos do veto." (artigo 66, par. 19)
 O Parlamento possui um período de 30 dias para deliberar, em assembleia conjunta, sobre o veto presidencial, tendo o poder de rejeitá-lo ou ratificá-lo por meio do sufrágio da maioria absoluta. O projeto retorna, então, ao Executivo para aprovação, no prazo de 48 horas; esgotado esse intervalo sem a outorga do Poder Executivo, a lei é assinada pelo Legislativo, por intermédio do presidente do Senado; caso este último não o faça dentro de 48 horas, tal incumbência recai sobre o vice-presidente do Senado.
Como a Emenda à Constituição e a lei delegada seguem trâmites específicos, tal arranjo apenas se estende às leis complementares e às ordinárias.

### Constitucionalidade das leis
Os decretos e as deliberações das autoridades não podem entrar em conflito com a constituição. Compete ao Supremo Tribunal Federal decidir sobre as ações diretas de inconstitucionalidade, apresentadas para verificar se alguma lei ou ação governamental transgride a constituição. O processo de inconstitucionalidade pode ser instaurado pelo presidente do Brasil, pelas mesas do Senado, da Câmara dos Deputados ou de uma Assembleia Legislativa, pelo procurador-geral da República, por um governador de Estado, pelo Conselho Federal da Ordem dos Advogados do Brasil ou por uma confederação sindical, ou entidade de classe nacional. (artigos 97; 103)

### Códigos
No âmbito jurídico, o código representa uma compilação de disposições legais concernentes a uma área específica. Paralelamente à sua função de unificar a legislação fragmentada, a codificação busca modificá-la. Os mais importantes códigos do Brasil são:
1. Código Comercial: (Lei nº 556, de 25/06/1850). É o primeiro de todos, aprimorado e ampliado por uma multiplicidade de leis, versando sobre as múltiplas atividades comerciais e questões correlatas;
2. Código Civil: (Lei nº 10.406, de 10/01/2002). Alterado e enriquecido por várias legislações, versa sobre os direitos e obrigações de caráter particular, relativos às pessoas, bens e vínculos. O matrimônio, o direito de sucessão, o domínio são alguns dos aspectos regulados por ele;
3. Código Penal: (Decreto-lei nº 2.348, de 07/12/1940). Aborda os múltiplos gêneros de delitos e as consequentes sanções cabíveis em cada instância. Após sujeitar-se a diversos ajustes, sofreu uma integral modernização por intermédio da Lei n.º 7209, de 1978.

Ademais desses, existem diversos outros códigos, todos de suma importância: o de Processo Penal, o Civil, o Tributário, o Penal Militar, o de Propriedade Industrial, o de Mineração, o de Direitos Autorais, entre outros. Cumpre salientar, ademais, a Consolidação das Leis do Trabalho, que congrega a legislação laboral. (Decreto-Lei nº 5.452, de 01/05/1943). Subsequentemente emendada e complementada por novos diplomas legais, a CLT deverá, em futuro próximo, ser convertida em código.